# Тайландия

Тайландия на карте штата.

Тайландия (порт. Tailândia) — муниципалитет в Бразилии, входит в штат Пара. Составная часть мезорегиона Северо-восток штата Пара. Входит в экономико-статистический микрорегион Томе-Асу. Население составляет 79 297 человек на 2010 год. Занимает площадь 4430,222 км². Плотность населения — 17,9 чел./км².

## Демография
Согласно сведениям, собранным в ходе переписи 2010 г. Национальным институтом географии и статистики (IBGE), население муниципалитета составляет:
| Полное население                               | Полное население                               | Полное население                               | Полное население                               | 79 297 |
| ---------------------------------------------- | ---------------------------------------------- | ---------------------------------------------- | ---------------------------------------------- | ------ |
| в том числе:                                   | Городское население                            | 58 713                                         | Процент городского населения, %                | 74,04  |
|                                                | Сельское население                             | 20 584                                         | Процент сельского населения, %                 | 25,96  |
|                                                | Мужское население                              | 40 991                                         | Процент мужского населения, %                  | 51,69  |
|                                                | Женское население                              | 38 306                                         | Процент женского населения, %                  | 48,31  |
| Плотность населения, чел/км²                   | Плотность населения, чел/км²                   | Плотность населения, чел/км²                   | Плотность населения, чел/км²                   | 17,90  |
| Население муниципалитета в % к населению штата | Население муниципалитета в % к населению штата | Население муниципалитета в % к населению штата | Население муниципалитета в % к населению штата | 1,05   |

По данным оценки 2015 года население муниципалитета составляет 97 161 жителя.

## Статистика
- Валовой внутренний продукт на 2003 год составляет 227 048 282,00 реалов (данные: Бразильский институт географии и статистики).
- Валовой внутренний продукт на душу населения на 2003 год составляет 4858,73 реалов (данные: Бразильский институт географии и статистики).
- Индекс развития человеческого потенциала на 2000 год составляет 0,697 (данные: Программа развития ООН).

## Важнейшие населенные пункты
| № | Населённый пункт  | Населённый пункт (порт.) | Категория | Население чел. (2010) | На карте                       |
| - | ----------------- | ------------------------ | --------- | --------------------- | ------------------------------ |
| 1 | Тайландия         | Tailândia                | город     | 58 713                | 2°56′02″ ю. ш. 48°56′57″ з. д. |
| 2 | Вила-дус-Палмарис | Vila dos Palmares        | поселок   | 9483                  | 2°29′11″ ю. ш. 48°45′06″ з. д. |
| 3 | Вила-Тури-Асу     | Vila Turi-Açu            | поселок   | 1104                  | 2°26′03″ ю. ш. 48°44′12″ з. д. |
| 4 | Ауи-Асу           | Aui-Açu                  | поселок   | 755                   | 2°39′49″ ю. ш. 48°49′58″ з. д. |
| 5 | Агропалма         | Agropalma                | поселок   | 597                   | 2°32′33″ ю. ш. 48°45′46″ з. д. |
| 6 | Краи              | Crai                     | поселок   | 232                   | 2°31′46″ ю. ш. 48°46′06″ з. д. |